# Amaury Sport Organisation
Amaury Sport Organisation (ASO) é um dos principais organizadores de eventos desportivos na França como o Tour de France, a Paris-Roubaix, a Paris-Nice, o Rally Paris-Dakar, a Maratona de Paris e o Aberto da França de Golfe. É parte do grupo de comunicação social da Amaury, que é dono dos jornais l'Équipe e Le Parisien.
A ASO tem estendido os seus eventos desportivos organizados fora da França, já que em 2008 comprou 49 % das acções da Unipublic, organizador da Volta a Espanha, ampliando a sua participação em 2014 até 100%. Também tem organizado carreiras ciclísticas na Ásia e África como os Tours de Pequim, Catar, Omã e Faso.

## Principais eventos organizados

### Atletismo
- Maratona de Paris
- Maratona de Barcelona
- Meia Maratona de Paris
- Meia Maratona de Barcelona

### Ciclismo
- Tour de France
- Paris-Roubaix
- Paris-Nice
- Flecha Valona
- Liège-Bastogne-Liège
- Paris Tours
- Critérium du Dauphiné
- Tour de Catar
- Tour de Omã
- Volta à Arábia Saudita
- Tour de Faso (até 2008)
- Critérium Internacional
- Tour de Picardie
- Tour de l'Avenir
- Volta à Califórnia (em colaboração)
- Volta a Espanha (em colaboração)
- Tour de Pequim (em colaboração)
- World Ports Classic
- Flecha Valona Feminina
- Tour de Catar Feminino
- Arctic Race da Noruega
- Volta à Alemanha

### Golfe
- Aberto da França de Golfe
- Lacoste Ladies
- Grand Prix Schweppes

### Vela
- Tour de France de Vela

### Automobilismo
- Rali Dakar
- Rali da Europa Central de 2008

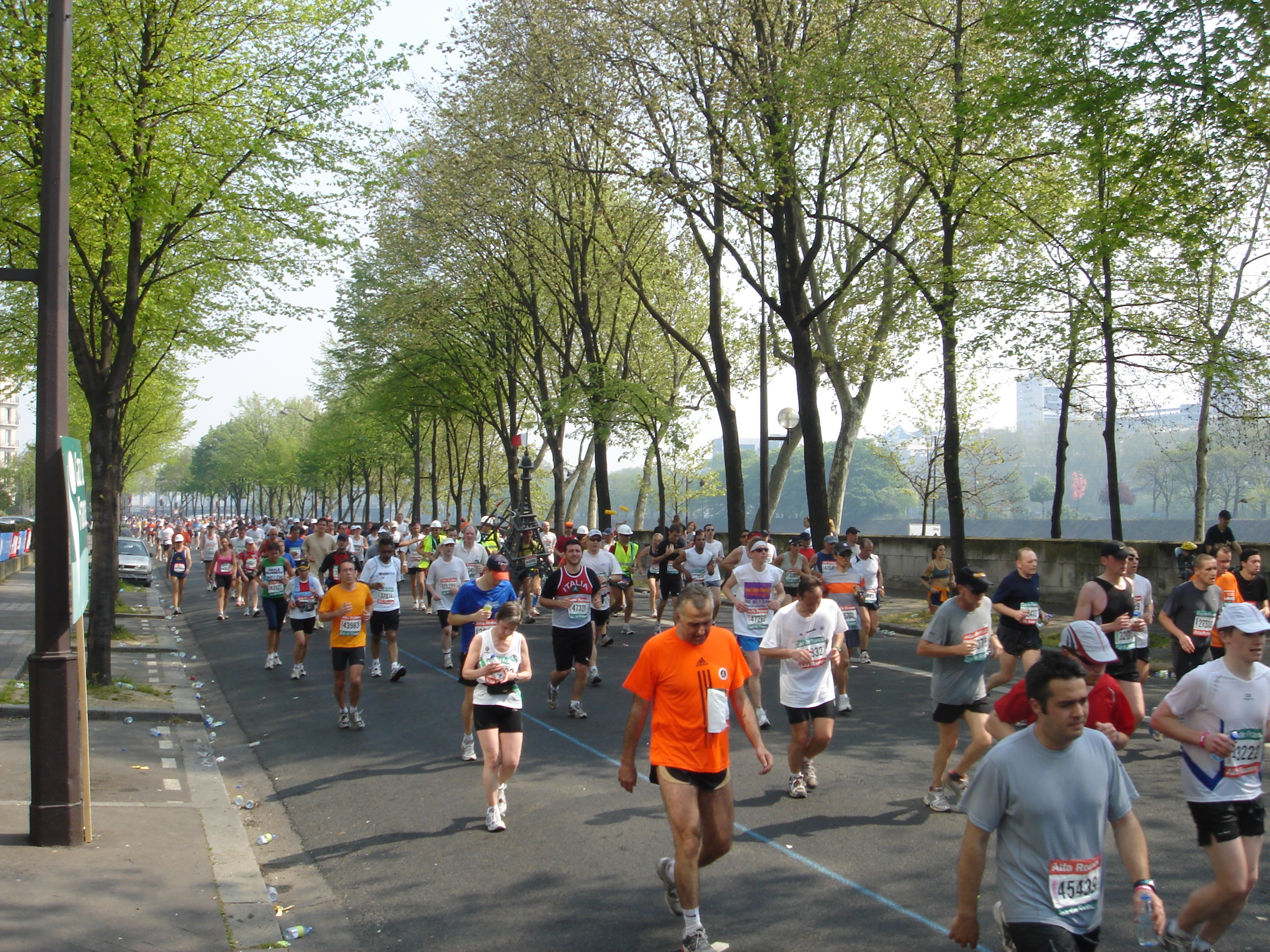
Maratona de Paris, 2007
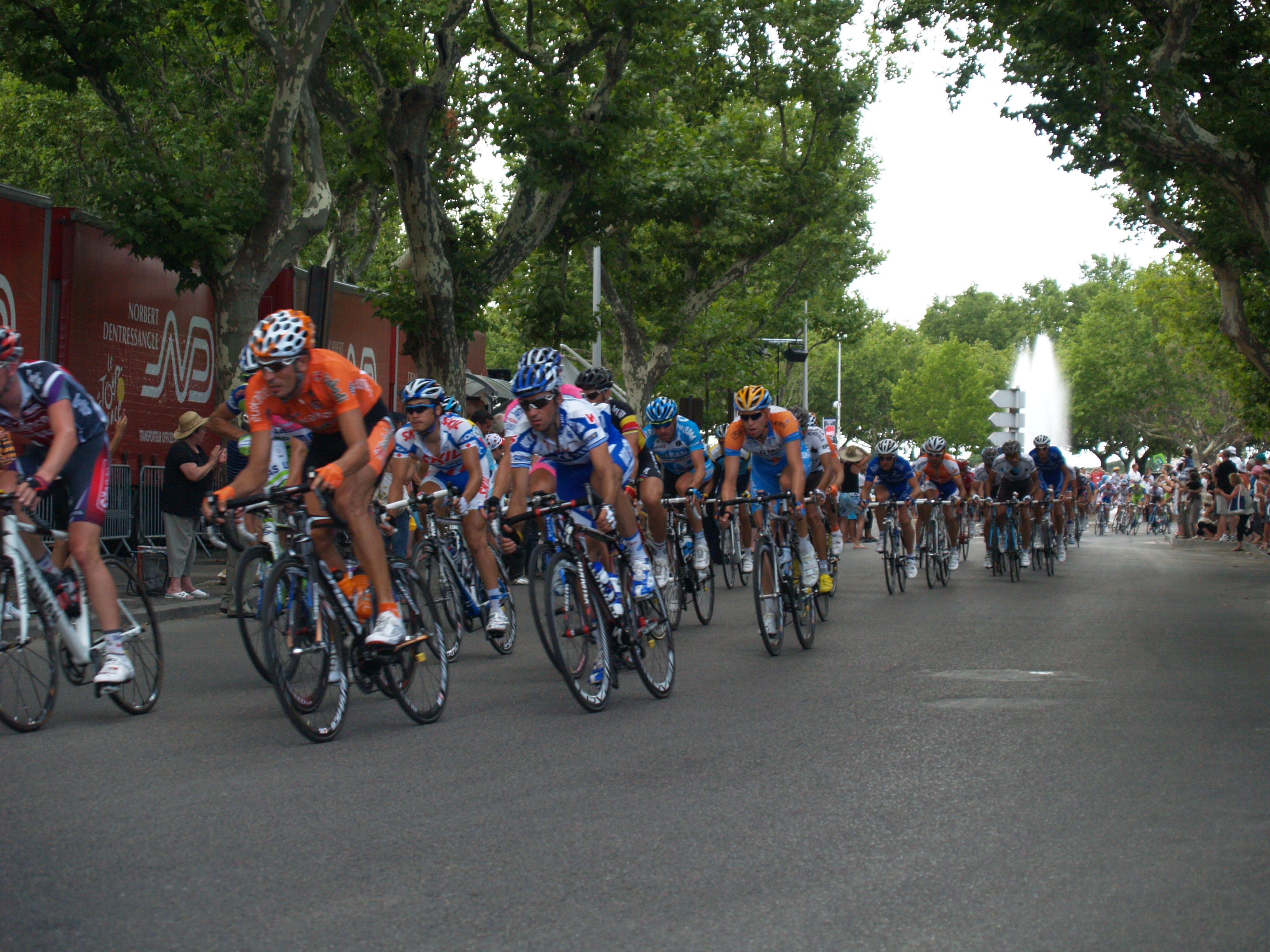
Tour de France, 2009
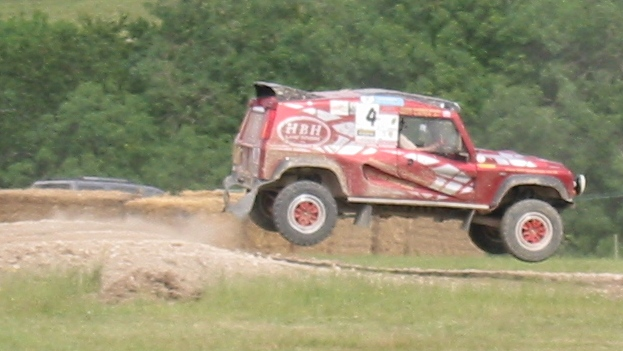
Paris-Dakar, 2005
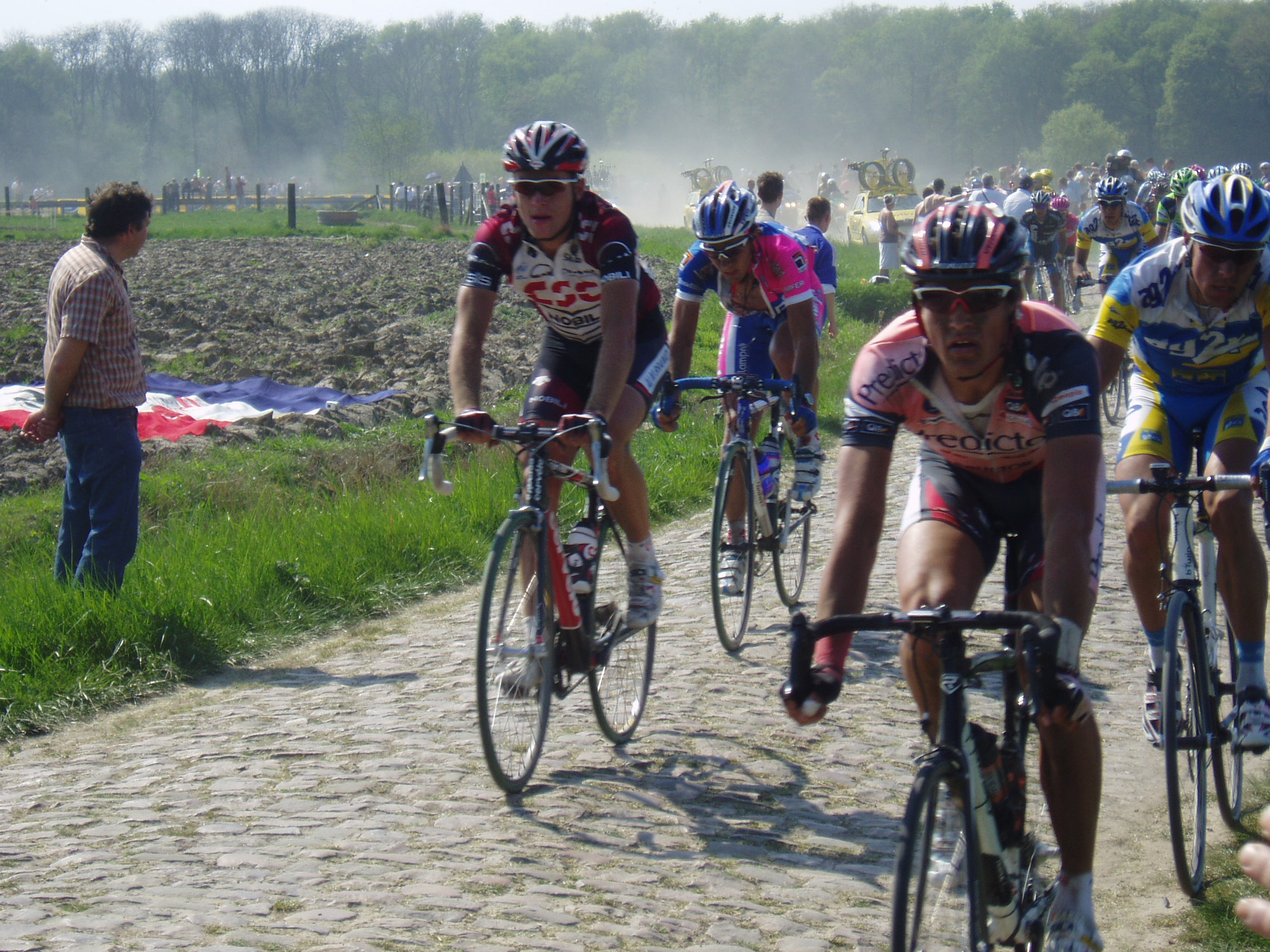
Paris-Roubaix, 2007